# الفايش (مناخة)

تعديل مصدري - تعديل

الفايش هي إحدى قرى عزلة بني اسحاق بمديرية مناخة التابعة لمحافظة صنعاء، بلغ تعداد سكانها 117 نسمة حسب تعداد اليمن لعام 2004.